# Samsung Galaxy TabPro S
Samsung Galaxy TabPro S представляет собой 12-дюймовый планшетный компьютер формата 2-в-1, работающий под управлением операционной системы Windows 10. Устройство разработано и реализуется компанией Samsung Electronics. На рынок TabPro S вышел в двух вариантах — стандартном и золотом. Эта модель стала первой в линейке Samsung Galaxy, использующей операционную систему Microsoft Windows, что обозначает переход от привычной линейки Galaxy, основанной на Android, и завершение существования бренда Samsung Ativ. Премьера устройства состоялась на выставке Consumer Electronics Show в 2016 году, параллельно с презентацией ноутбука Samsung Notebook 9, а в продажу TabPro S поступил 18 марта 2016 года.

## Функции
Что касается функциональности, то в комплект с планшетом входит клавиатура с функцией трансформации. Эта клавиатура-книжка обеспечивает два разных положения в зависимости от установки подставки. В сложенном виде клавиатура имеет текстуру, напоминающую кожу, что помогает защитить устройство от повседневного износа во время транспортировки.
Устройство оснащено адаптером USB Type-C Multi-port, который включает в себя порт USB-A 3.1, HDMI и USB-C. TabPro S предлагает твердотельный накопитель объемом 128 ГБ (в версии Gold — 256 ГБ) и 4 ГБ оперативной памяти (в модели Gold — 8 ГБ).
К планшету также прилагается Galaxy TabPro Pen — цифровое перо, которое функционирует как устройство ввода. Это перо поддерживает 1024 уровня нажатия и может быть легко подключено через Bluetooth. Оно работает на перезаряжаемой батарее, которая заряжается через порт Micro USB 2.0, обеспечивая первоначальный заряд на срок до 30 дней.
Дополнительно, Samsung Flow — это приложение для работы с отпечатками пальцев, позволяющее связать планшет с телефоном через Bluetooth и метку NFC. Благодаря этой технологии пользователи могут разблокировать планшет, используя датчик отпечатков пальцев своего смартфона.
Несмотря на то, что Samsung Galaxy Book был представлен на выставке MWC 2017 и имеет множество улучшений по сравнению с TabPro S, он не считается его прямым преемником.